# Auszeichnung für die sozialistische Erziehung unserer Jugend

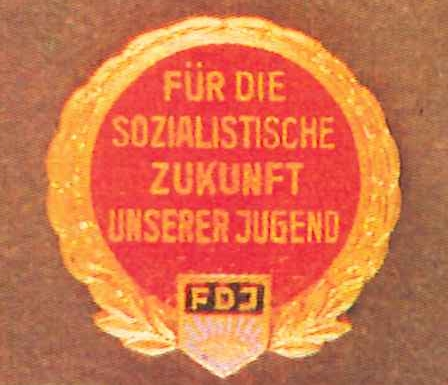
Die Medaille für die sozialistische Zukunft unserer Jugend, welche von 1958 bis 1960 verliehen wurde.

Die Auszeichnung für die sozialistische Erziehung unserer Jugend war in der Deutschen Demokratischen Republik (DDR) eine nichtstaatliche Auszeichnung der Freien Deutschen Jugend (FDJ), welche 1958 in drei Stufen, Bronze, Silber und Gold gestiftet wurde. Von 1958 bis 1960 war sie die höchste Auszeichnung der FDJ. Nachfolger wurde die ab 1959 verliehene Artur-Becker-Medaille. 

## Aussehen
Die vergoldete, versilberte oder bronzefarbene runde Medaille hat einen Durchmesser von 30 mm und zeigt auf rotem emaillierten Grund die vierzeilige Inschrift: FÜR DIE / SOZIALISTISCHE / ZUKUNFT / UNSERER JUGEND. Selbiger Spruch wurde auf dem Nachfolger, der Artur-Becker-Medaille auf dessen Revers als Umschrift gebraucht. Umschlossen wird das Medaillon dabei von zwei gekreuzten nach oben hin gebogenen Lorbeerzweigen, die an ihrem unteren Schnittpunkt das Symbol der FDJ zeigen. Die Lorbeerzweige sowie das FDJ-Symbol sind dabei in der jeweiligen verliehenen Stufe gehalten. Die Rückseite der Auszeichnung ist glatt und zeigt eine waagerecht verlötete Nadel mit Gegenhaken.